# أمير فلاحين
أمير فلاحين (بالألمانية: Amir Falahen)‏ (15 مارس 1993 بفرايبورغ في ألمانيا - ) هو لاعب كرة قدم ألماني في مركز الهجوم. لعب مع نادي فرايبورغ.

## روابط خارجية
- أمير فلاحين على موقع قاعدة بيانات كرة القدم.إي يو (الإنجليزية)
- أمير فلاحين على موقع بيانات كرة القدم. دي إي (الألمانية)
- أمير فلاحين على موقع Soccerway.com (الإنجليزية)
- أمير فلاحين على موقع عالم كرة القدم.نت (الإنجليزية)
- أمير فلاحين على موقع AS.com (الإسبانية)